# Badminton bei den Südamerikanischen Jugendspielen 2022
Bei den Südamerikanischen Jugendspielen 2022 wurden im Badminton fünf Konkurrenzen durchgeführt. Die Wettbewerbe fanden vom 5. bis zum 8. Mai 2022 in Rosario statt.

## Medaillengewinner
| Disziplin    | Gold                              | Silber                             | Bronze                                |
| ------------ | --------------------------------- | ---------------------------------- | ------------------------------------- |
| Herreneinzel | Adriano Viale                     | Sharum Durand                      | Klerton de Carvalho                   |
| Herreneinzel | Adriano Viale                     | Sharum Durand                      | Henry Huebla                          |
| Dameneinzel  | Juliana Viana Vieira              | Fernanda Munar                     | Iona Gualdi                           |
| Dameneinzel  | Juliana Viana Vieira              | Fernanda Munar                     | Rafaela Munar                         |
| Herrendoppel | Klerton de Carvalho Joao Mendonca | Sharum Durand Adriano Viale        | Henry Huebla Luis López               |
| Herrendoppel | Klerton de Carvalho Joao Mendonca | Sharum Durand Adriano Viale        | Alejandro Avalos Josias Haneman       |
| Damendoppel  | Fernanda Munar Rafaela Munar      | Maria da Cruz Juliana Viana Vieira | Iona Gualdi Ailen Oliva               |
| Damendoppel  | Fernanda Munar Rafaela Munar      | Maria da Cruz Juliana Viana Vieira | Rosa Quilodran Valentina Vasquez      |
| Mixed        | Rafaela Munar Adriano Viale       | Sharum Durand Fernanda Munar       | Miracle Abdillah Rivano Bisphan       |
| Mixed        | Rafaela Munar Adriano Viale       | Sharum Durand Fernanda Munar       | Benjamin Bahamondez Valentina Vasquez |